# Бромид нитрозила
Бромид нитрозила — неорганическое соединение, 
бромпроизводное нитрозила с формулой NOBr,
бурый газ,
реагирует с водой.

## Получение
- Бромирование монооксида азота:
{\displaystyle {\ce {Br2 + 2 NO -> 2 NOBr}}}

## Физические свойства
Бромид нитрозила образует бурый газ, который заметно диссоциирован (≈7 % при комнатной температуре).

## Химические свойства
- При комнатной температуре обратимо диссоциирует:
{\displaystyle {\ce {2 NOBr <=> 2 NO + Br2}}}
- Реагирует с водой:
{\displaystyle {\ce {3 NOBr + 2 H2O -> HNO3 + 2 NO + 3 HBr}}}
- Реагирует с щелочами:
{\displaystyle {\ce {4 NOBr + 6 KOH -> KNO3 + KNO2 + 2 NO + 4 KBr + 3 H2O}}}
- Реагирует со спиртами:
{\displaystyle {\ce {NOBr + CH3CH2OH -> CH3CH2ONO + HBr}}}